# Alba Teruel
Alba Teruel, née le 17 août 1996 à Benigànim, est une coureuse cycliste espagnole.

## Biographie
En catégorie juniors, Alba Teruel est deuxième du championnat d'Espagne sur route en 2013. En 2015, elle intègre l'équipe Lointek. L'année suivante, elle participe à ses premiers championnats du monde en catégorie élite, à Doha au Qatar. En 2018, elle rejoint la nouvelle équipe Movistar.

## Palmarès sur route

### Par année
- 2013
  - 2e du championnat d'Espagne sur route juniors
- 2017
  - 10e de La Madrid Challenge by La Vuelta
- 2024
  - 3e du Grand Prix d'Isbergues

### Résultats sur les grands tours

#### Tour de France
1 participation
- 2025 : abandon (9e étape)

#### Tour d'Espagne
1 participation
- 2025 : abandon (7e étape)

### Classements mondiaux
| Année                                 | 2017 | 2018 | 2019 | 2020 | 2021 | 2022 | 2023 | 2024 |
| ------------------------------------- | ---- | ---- | ---- | ---- | ---- | ---- | ---- | ---- |
| Classement UCI                        | 200e | 351e | 754e | 734e | 854e | nc   | 286e | 341e |
| UCI World Tour                        | 93e  | nc   | nc   | nc   | nc   | nc   | 155e | 210e |
|                                       |      |      |      |      |      |      |      |      |
| Légende : nc = non classéSource : UCI |      |      |      |      |      |      |      |      |

## Palmarès en cyclo-cross
- 2016-2017
  - 2e du championnat d'Espagne de cyclo-cross espoirs
- 2022-2023
  - 3e du championnat d'Espagne de cyclo-cross
- 2023-2024
  - Coupe d'Espagne #7, Xàtiva